# اندری کوندزیولیکا
اندری کوندزیولیکا (انگلیسی: Andriy Kondzyolka؛ زادهٔ ۱۶ مارس ۱۹۸۳) بازیکن فوتبال اهل اوکراین است.